# Rincón de Higueras
Rincón de Higueras är en ort i Mexiko.   Den ligger i kommunen Rosario och delstaten Sinaloa, i den centrala delen av landet, 800 km nordväst om huvudstaden Mexico City. Rincón de Higueras ligger 51 meter över havet och antalet invånare är 152.
Terrängen runt Rincón de Higueras är kuperad norrut, men söderut är den platt. Runt Rincón de Higueras är det glesbefolkat, med 15 invånare per kvadratkilometer. Närmaste större samhälle är Agua Verde, 18,3 km söder om Rincón de Higueras. I omgivningarna runt Rincón de Higueras växer i huvudsak lövfällande lövskog.